# لمور پشمالوی مور
 لمور پشمالوی مور (نام علمی: Avahi mooreorum) نام یک گونه از تیره ایندیریان است.